# Anne Tercier
Pour les articles homonymes, voir Tercier.
 (août 2024).
La mise en forme du texte ne suit pas les recommandations de Wikipédia : il faut le « wikifier ».
Les points d'amélioration suivants sont les cas les plus fréquents. Le détail des points à revoir est peut-être précisé sur la page de discussion.
- Les titres sont pré-formatés par le logiciel. Ils ne sont ni en capitales, ni en gras.
- Le texte ne doit pas être écrit en capitales (les noms de famille non plus), ni en gras, ni en italique, ni en « petit »…
- Le gras n'est utilisé que pour surligner le titre de l'article dans l'introduction, une seule fois.
- L'italique est rarement utilisé : mots en langue étrangère, titres d'œuvres, noms de bateaux, etc.
- Les citations ne sont pas en italique mais en corps de texte normal. Elles sont entourées par des guillemets français : « et ».
- Les listes à puces sont à éviter, des paragraphes rédigés étant largement préférés. Les tableaux sont à réserver à la présentation de données structurées (résultats, etc.).
- Les appels de note de bas de page (petits chiffres en exposant, introduits par l'outil «  Source ») sont à placer entre la fin de phrase et le point final[comme ça].
- Les liens internes (vers d'autres articles de Wikipédia) sont à choisir avec parcimonie. Créez des liens vers des articles approfondissant le sujet. Les termes génériques sans rapport avec le sujet sont à éviter, ainsi que les répétitions de liens vers un même terme.
- Les liens externes sont à placer uniquement dans une section « Liens externes », à la fin de l'article. Ces liens sont à choisir avec parcimonie suivant les règles définies. Si un lien sert de source à l'article, son insertion dans le texte est à faire par les notes de bas de page.
- La présentation des références doit suivre les conventions bibliographiques. Il est recommandé d'utiliser les modèles {{Ouvrage}}, {{Chapitre}}, {{Article}}, {{Lien web}} et/ou {{Bibliographie}}. Le mode d'édition visuel peut mettre en forme automatiquement les références.
- Insérer une infobox (cadre d'informations à droite) n'est pas obligatoire pour parachever la mise en page.

Pour une aide détaillée, merci de consulter Aide:Wikification.
Si vous pensez que ces points ont été résolus, vous pouvez retirer ce bandeau et améliorer la mise en forme d'un autre article.
 (août 2024).
Anne Thérèse Tercier est une militante des droits civiques suisse née en 1979 et décédée le 30 décembre 2020. Elle a milité pour les droits des personnes en situation de handicap.
Elle a vécu à la fondation Eben-Hézer Lausanne de 2002 à 2020. En 2018, elle est soudainement privée de ses droits civiques et entame son combat pour le droit de vote.

## Biographie
Anne Tercier est née dans le canton de Fribourg. Elle est scolarisée en enseignement spécialisé et suit une formation en impression numérique à l'École romande d'arts et de communication (Eracom). Elle est passionnée de hockey sur glace.
Elle vit à Lausanne dans un établissement socio-éducatif, à partir de ses 23 ans (fondation Eben-Hézer) où elle exerce son activité d'imprimeuse numérique. Elle a le droit de vote, dont elle fait usage. En 2018, à l'âge de 39 ans, elle est privée de ce droit.  
Elle décède le 30 décembre 2020, à l'âge de 41 ans, à Lausanne. 

## Activité militante
À partir de 2018, Anne Tercier milite pour son propre droit et celui des personnes en situation de handicap. À la suite de problèmes administratifs et un changement de loi sur les curatelles dans le canton de Vaud elle perd ce droit : « J’étais vénère. Depuis l’âge de 18 ans, j’ai toujours voté. [...] J’ai tout de suite décidé que je n’allais pas me laisser faire, j’ai notamment demandé un certificat à mon médecin, puis j’ai écrit au juge de paix, à la commune ».
Sur le plan fédéral et dans l'ensemble des cantons suisses, les droits civiques (dont le droit de vote) sont alors retirés aux personnes couvertes par des curatelles de portée générale. Dans certains cantons (Jura, Neuchâtel, Tessin, Vaud), il est possible de les recouvrer si on prouve son discernement. Ailleurs, seule la révocation de la curatelle permet de retrouver ses droits. Anne Tercier et d'autres activistes et spécialistes montrent que cela entre en contradiction avec la Convention de l'ONU relative aux droits des personnes handicapées, ratifiée par la Suisse en 2014. À la suite de ses démarches, trois interventions parlementaires sont déposées au Grand Conseil Vaudois entre juillet 2019 et octobre 2020, dont la Motion Hadrien Buclin et consorts « Mettre un terme aux discriminations en matière de droits politiques contre les personnes atteintes de troubles psychiques ou de déficience mentale ».
Anne Tercier s'investit à l'échelle régionale (Canton de Vaud, Canton de Genève) et dans des mouvements lausannois, comme Tous Citoyens (Eben-Hézer) et le Blabla Vote (Eben-Hézer Lausanne et maison de quartier de Chailly). C'est un veilleur de nuit, Omar Odermatt, qui coordonne Bla-Bla Vote, après avoir expliqué les votations de manière informelle auprès des résidents de la fondation Eben-Hézer.
Elle intervient aussi dans la presse (Radio Télévision Suisse, Le Temps), notamment dans le cadre de la campagne pour la reconnaissance du droit de vote pour les personnes considérées comme « incapables de discernement » dans le canton de Genève lors d'un référendum obligatoire, le 29 novembre 2020.